# Bazilije Božičković
Bazilije Trifun Božičković (Kloštar Vojakovački, 11. veljače 1719. – Gornji Tkalec, 9. svibnja 1785.) posljednji je u nizu marčanskih biskupa i prvi križevački grkokatolički biskup.
Božičković je rođen u Kloštru Vojakovačkom, kod Križevaca 1719. godine. Tada se to mjesto zvalo Batinjani. Za rane mladosti stupio je u samostan Marču. Njegov brat Porfirije bio je župnik u Žumberku. Nakon što je Marča spaljena, pošao je u Zagreb i tamo je nastavio svoje naukovanje. U Rimu, kao pitomac Kolegija sv. Atanazija, studirao je na sveučilištu Kongregacije de propaganda fide, filozofiju i teologiju. Po završetku studija bio je profesor u Dragomilu, u Galiciji, i u Lavovu. Nakon toga je sedam godina u Rimu vršio službu prokuratora Reda sv. Bazilija Velikog. 
Nakon Palkovićeve smrti, carica Marija Terezija imenovala ga je svidničkim biskupom i 27. ožujka 1759. naložila da se instalira. Od Svete Stolice dobio je naslov dioklecijanopolitanski, apostolski vikar Vlaha ili Grka koji borave u Zagrebačkoj biskupiji, u pokrajinama i kraljevinama Hrvatskoj i Slavoniji. Papa Klement XIII. dao mu je nakon posvete opsežne facultates, u 22. točke. Budući da je sjemenište ponovno stradalo od požara, on je iz temelja sagradio veliku novu zgradu, od dva kata. Gradnja je trajala od 1768. do 1774. godine. Za vrijeme Božičkovića namjesto Marčanske biskupije osnovana je 17. lipnja 1777., nova – Križevačka eparhija, sa sjedištem u Križevcima. Prvim njezinim biskupom bio je sam Božičković. Umro je 1785., u Gornjem Tkalcu, gdje je u kapeli i pokopan. 
Posmrtni ostatci biskupa Božičkovića preneseni su 1985. iz kapele u Gornjem Tkalcu u grkokatoličku katedralu u Križevcima.
U poštanskom uredu Križevci dana 11. veljače 2019. u uporabi je bio prigodni poštanski žig na spomen 300. obljetnice rođenja biskupa Bazilija Božičkovića. Prigodni žig i prigodnu omotnicu oblikovali su Stjepan Zdenko Brezarić i Vladimir Palošika.